# Бежвник (Хощенський повіт)
Бежвник (пол. Bierzwnik, нім. Marienwalde) — село в Польщі, у гміні Бежвник Хощенського повіту Західнопоморського воєводства.
Населення — 1155 осіб (2011).
У 1975-1998 роках село належало до Гожовського воєводства.

## Демографія
Демографічна структура станом на 31 березня 2011 року:
|          | Загалом | Допрацездатний вік | Працездатний вік | Постпрацездатний вік |
| -------- | ------- | ------------------ | ---------------- | -------------------- |
| Чоловіки | 587     | 117                | 410              | 60                   |
| Жінки    | 568     | 100                | 336              | 132                  |
| Разом    | 1155    | 217                | 746              | 192                  |